# SMS Von der Tann
Az SMS von der Tann volt a Császári Haditengerészet első csatacirkálója, egyben az első gőzturbinával meghajtott német kapitális hadihajó. A brit Invincible-osztály csatacirkálókra adott válaszként építették meg, és elkészültekor a von der Tann volt a leggyorsabb dreadnought-típusú hadihajó, a végsebessége elérte a 27 csomót. Míg a német csatacirkáló valamivel kisebb űrméretű ágyúkkal készült, mint a brit konkurensei – 28 cm szemben a brit 30,5 cm-esekkel –, gyorsabb volt náluk, és a páncélzata jelentősen erősebb volt az övékénél. Ez a hajó szolgált a későbbi német csatacirkálók alapjául, melyek páncélvédettségét tovább növelték, ugyanakkor a tüzérségük űrmérete továbbra is valamivel kisebb maradt, mint a brit ellenlábasaiké.
A von der Tann számos hadműveletben részt vett az első világháború során, közte több az angol partok bombázását célzóban is. Részt vett a skagerraki csatában, ahol elpusztította az Indefatigable csatacirkálót a csata elején. Skagerraknál maga is több nehézgránát-találatot szenvedett el, és az összecsapás egy pontján minden nehézlövege használhatatlan volt vagy az elszenvedett károkból, vagy meghibásodásokból fakadóan. A hajó sérüléseit hamar kijavították, és két hónap múlva visszatérhetett a flotta kötelékébe.
A háború 1918 novemberi végeztével a Nyílttengeri Flotta nagy részével együtt Scapa Flow-ban internálták. 1919 júniusában a flotta többi hajójához hasonlóan a saját legénysége elsüllyesztette, hogy ne kerülhessen a britek kezére és a békefeltételek elutasítása esetén ne lehessen Németországgal szemben alkalmazni. A hajó maradványait 1930-ban kiemelték, majd 1931 és 1934 között Rosythban lebontották.

## Kifejlesztése

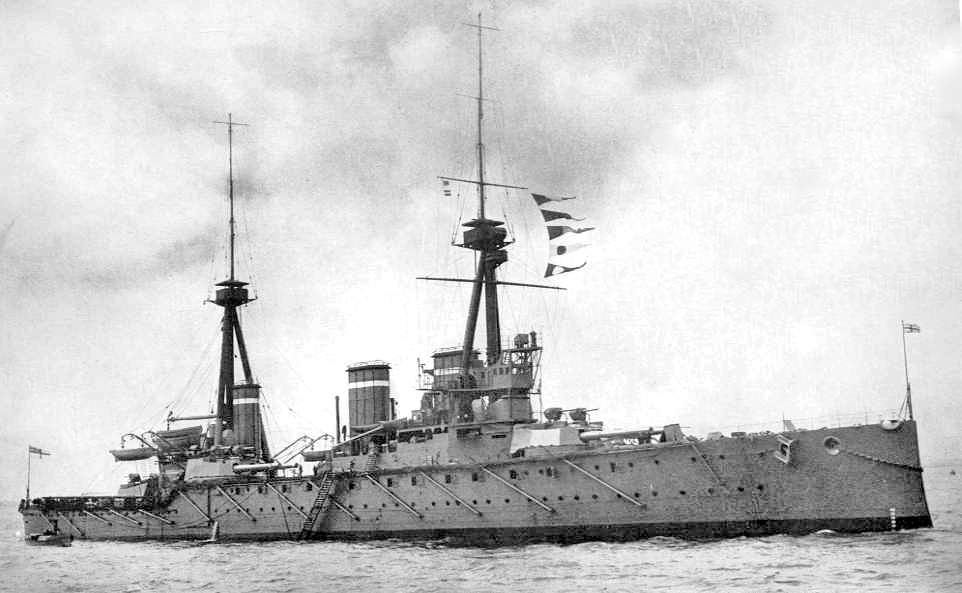
Az Invincible csatacirkáló, mely a von der Tann kifejlesztését kiváltotta

Az 1906-os háztartási év keretében megépített előző nagycirkáló, a Blücher jelentős előrelépést képviselt az előző nagycirkálókhoz képest (Scharnhorst-osztály). A Blücher fő fegyverzetét 12 darab 21 cm-es ágyú alkotta, ami az Invincible-osztály nyolc 30,5 cm-es lövegével szemben jelentősen kisebb tűzerőt jelentett és emiatt a Blüchert utólag még csak a páncélos cirkálók közé sorolják. Az új német nagycirkálónak egészen új tervek alapján kellett megépülnie, hogy harcértéke elérje a brit csatacirkálókét. A Kreuzerneubau F (illetve röviden: Kreuzer F) megjelöléssel megrendelt cirkáló építésének 1906 augusztusában láttak hozzá. A követelmények szerint fő tüzérségének nyolc darab 28 cm-es ágyúból és a másodlagos tüzérségének nyolc darab 15 cm-es ágyúból kellett állnia, a sebességének pedig minimum 23 csomónak kellett lennie. Az előzetesen benyújtott tervek között volt olyan, mely a másodlagos tüzérség lövegeit négy kétcsövű lövegtoronyban helyezte volna el és olyan is, mely kazamatákban a hajó középső részén. A konstrukciós részleg (Chef des Konstruktionsdepartements der Marine) Rudolf von Eickstedt vezetésével egy olyan tervet nyújtott be, melyben a hajó hat darab 28 cm-es ágyút kapott volna 17 cm-es lövegekből álló másodlagos tüzérséggel.
A magasrangú tisztek nem értettek egyet abban, hogy mi legyen az új hajó rendeltetése. A tengerészeti minisztérium (Reichsmarineamt) vezetője, Alfred von Tirpitz az új hajót a brit Invincible-lel teljesen egyező szerepkörben akarta látni, nagyobb ágyúkkal, könnyebb páncélzattal, nagyobb sebességgel, amivel a flotta előtt tevékenykedve felderítést végezhetett és elpusztíthatta az ellenséges cirkálókat, azaz Tirpitz a hajót nem a csatasorba integrálva akarta alkalmazni. Vilmos császár azonban a minisztérium legtöbb tengerésztisztjéhez hasonlóan olyan hajót akart, mely a fő csatasorban is bevethetőn miután a megtörtént az ellenséggel való első kontaktus. Ez jóval erősebb páncélzatot követelt meg. A csatasorban való használatára a német flotta jelentős számbeli hátránya miatt volt igény. Az első felvetések szerint a hajónak 34,3 cm űrméretű lövegeket kellett volna kapnia, azonban a pénzügyi korlátozások csak jóval kisebb és olcsóbb lövegekkel való ellátását tették lehetővé. Ennél fogva a Kreuzer F az utóbbi két Nassau-osztályú csatahajó számára is kifejlesztett 28 cm-es lövegeknek otthont adó lövegtornyokat kapta meg.

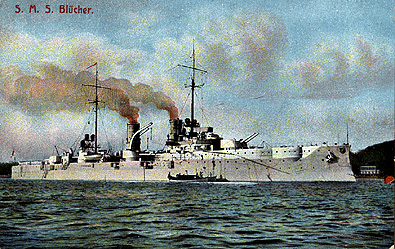
Az Invincible-re adott első német válasz: a Blücher

Egy 1906 szeptemberében megtartott konferencián a hajó tervezésével kapcsolatos számos nézetkülönbséget sikerült rendezni. Rudolf von Eickstedt a konstrukciós részlegtől azzal érvelt, hogy mivel a tervezett védelmi rendszer robbantási próbái még nem értek véget, az építést el kell halasztani annak érdekében, hogy a terveken bármiféle változtatásokat eszközöljenek. Azzal is érvelt, hogy a 21 cm vagy 24 cm űrméretű ágyúk elégségesek lesznek az új brit csatacirkálók páncélzatának átütéséhez. August von Heeringen tengernagy, az általános részleg vezetője (Chef des Allgemeinen Marinedepartements) viszont azt hozta fel ellenérvként, hogy a hajónak 28 cm-es ágyúkra lesz szüksége az ellenséges csatahajókkal vívandó harchoz. Eduard von Capelle, a tengerészeti minisztérium helyettes vezetője (miniszterhelyettese) azt közölte, hogy a víz alatti védelmi rendszer novemberben esedékes tesztjének eredményétől függően a nehéztüzérség űrméretét csökkenthetik annak érdekében, hogy súlyt szabadíthassanak fel a védelmi rendszerek erősítésére amennyiben ez szükségeltetik. Tirpitz ellenezte az űrméret csökkentését még úgy is, ha ezáltal a már rögzített 19 000 t vízkiszorítást túl kellene lépni.
Szeptember végére a tervezési részleg a fő tüzérség három elrendezési lehetőségét mutatta be a császárnak.
"1a" – két kétlövegű és négy egylövegű lövegtoronnyal;
"2a" – négy kétlöveges lövegtoronnyal;
"5a" – három kétlöveges és két egylöveges lövegtoronnyal.
Mind a három esetben a másodlagos tüzérség ágyúi kazamatákban kaptak volna helyet. A császár a "2a" verzió megvalósításához járult hozzá, amit ezután a tervezési részleg tovább finomított, kialakítva a "2b" verziót, melyben a szárnytornyok átlósan kerültek elhelyezésre, hogy ezáltal mindkét oldalra lőhessenek minden ágyúval sortüzet. Ez azonban csak elméleti szinten volt megvalósítható, mivel a gyakorlatban a fedélzet felett keresztben tüzelő lövegek torkolattüzének lökéshulláma túl erősnek bizonyult. A meghajtásával kapcsolatban az a döntés született, hogy a háromszoros expanziójú gőzgépek helyett gőzturbinákat fognak alkalmazni, amivel 24 csomós sebességet is elérhetnek. Ezt a "2a1" jelű variánsra határozták meg, de a védelem javítását és a teljesítmény fokozását célzó további módosítások révén a végső verzió a "2c1" megjelölést kapta.
A "Kreuzer F" megépítésére az engedélyt 1907. június 22-én adta meg a császár. A későbbi névadó Ludwig von der Tann-Rathsamhausen egy bajor tábornok volt, aki a bajor hadtest parancsnokaként részt vett az 1870-es német-francia háborúban. A megépítésére a megbízást a hamburgi Blohm & Voss hajógyár kapta meg 1907. szeptember 26-án. Az építési költség 36,523 millió német aranymárka volt, ami 33%-kal volt nagyobb összeg, mint a Blücher, és kétszer akkora volt, mint a Scharnhorst esetében. Az árban mutatkozó jelentős növekedés nagy problémákat okozott a német flottának, mivel a flottafejlesztés ütemét megszabó haditengerészeti törvények arra lettek alapozva, hogy a hajók építési költségei idővel nem változnak.

## Technikai adatok

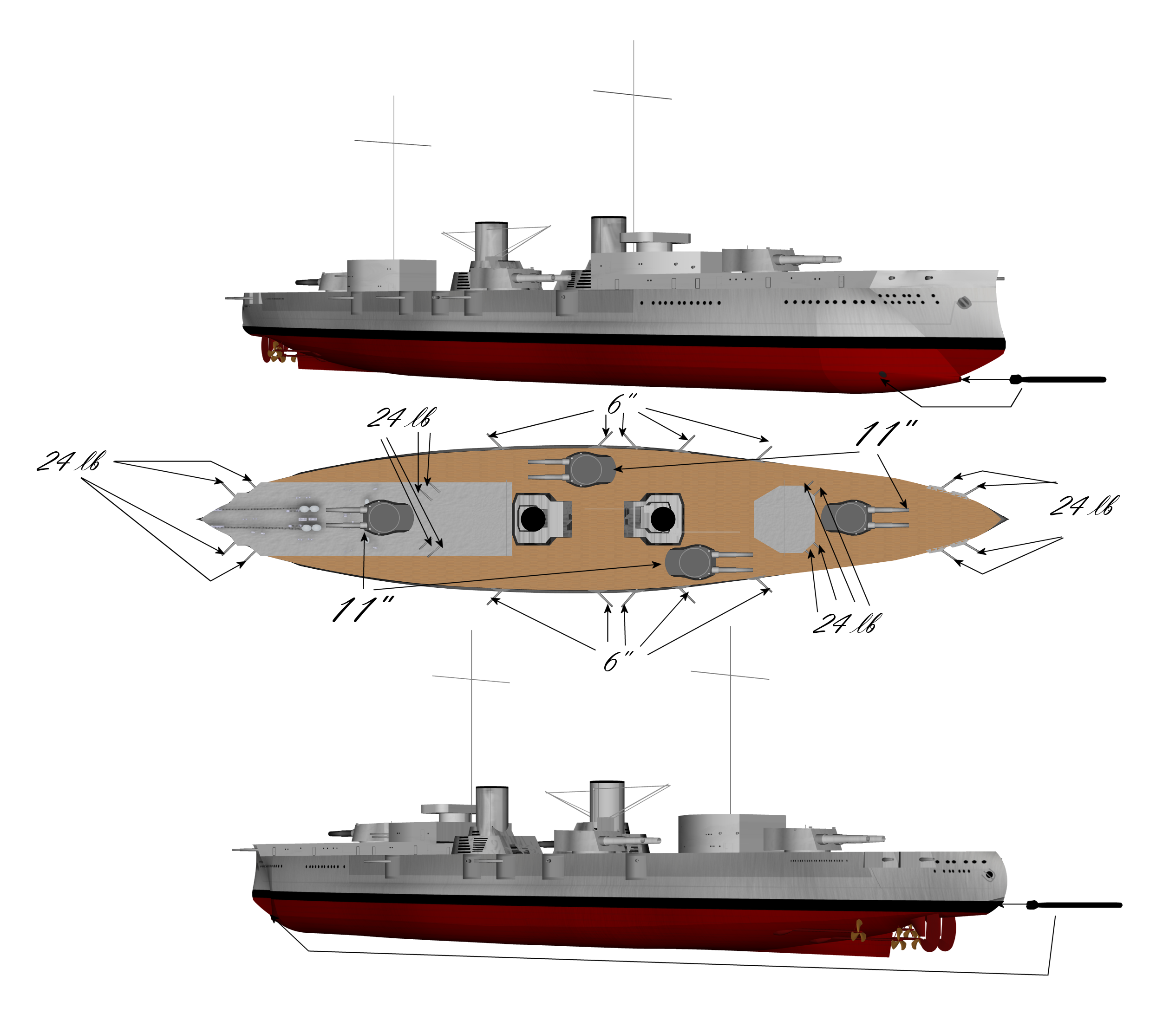
A Von der Tann egy számítógépes grafikai ábrázoláson

### Általános jellemzők
A von der Tann teljes hosszúsága 171,5 m, vízvonal menti hosszúsága 171,7 m, legnagyobb szélessége 26,6 m volt, ami a torpedóvédő hálók felhelyezésével 27,17 m-re nőtt. A merülése elöl 8,91 m, hátul 9,17 m volt. A konstrukciós vízkiszorítása 19 370 t, teljes terhelés melletti vízkiszorítása 21 300 t nőtt. A hajótestét hosszanti és keresztben futó vízmentes válaszfalakkal tervezték és 15 vízzáró rekeszre osztották fel. A hajó kettős fenékkel rendelkezett a hosszának 75%-ában.
A hajó finom mozgású, jól hajózható járműnek számított, bár kissé hajlamos volt oldalszél esetén a szél irányába kitérni és hátramenetben nehéz volt kontroll alatt tartani. A kormánylapát erős kitérítésekor a sebességének akár 60%-át is elveszíthette és 8°-kal is megdőlhetett. Építésekor Frahm típusú kilengéscsillapító tartályokat (Schlingertank) kapott, de ezek a kilengést csak 33%-kal tudták mérsékelni és ezzel hatástalannak bizonyultak. A stabilitás növelése érdekében később lengéscsillapító hosszbordákat kapott. A kilengéscsillapító tartályokat szénraktárakként hasznosították, ami 180 tonnával növelte a szállítható üzemanyag-mennyiséget.
A tisztek kabinjai a hajó orr-részében kaptak helyet. Ezt az elrendezést előnytelennek találták és a későbbi hajókon már nem alkalmazták. A von der Tann a tervek szerint rácsos árbócokat kellett volna kapjon, de ehelyett normál árbócokkal szerelték fel. Ezekre 1914-ben tüzérségi megfigyelőhelyeket telepítettek. 1915-ben hidroplánok indításával kísérleteztek a fedélzetén, amihez a tatrészen egy darut szereltek fel a repülőgép beemeléséhez. A von der Tannt eredetileg ellátták torpedóvédő hálókkal, de ezeket 1916 vége felé eltávolították róla.

### Hajtóművek
A von der Tann volt az első olyan nagyobb német hadihajó, mely gőzturbinákat kapott. A meghajtási rendszere négy turbinából állt, melyeket két csoportban helyeztek el: a két nagynyomású turbina forgatta meg a két külső tengelyt, míg a két alacsony nyomású turbina a két belső tengelyt. Mindegyik tengely végén egy háromszárnyú, 3,6 mátmérőjű hajócsavar volt. A turbinák három gépteremben kaptak helyet. A gőzt 18 széntüzelésű, kétvégú vízcsöves kazán szolgáltatta számukra, melyeket öt kazánteremben helyeztek el. A kazánok fent két nagy kéménybe torkolltak, egyikük közvetlenül az elülső árbóc mögött, a másik a hajó közepén állt.
A hajtóműveinek összteljesítményét 42 000 le-re becsülték, amivel 24 csomós legnagyobb sebesség elérését várták, azonban a próbajáratok során ezeket az adatokat jelentősen felülmúlta és 79 007 le leadásával 27,4 csomós végsebességet ért el. Egy alkalommal Teneriféről hazaúton Németországba 27 csomós átlagsebességet ért el egy hosszabb szakaszon és ekkor 28 csomós sebességet is elért, ezzel elkészültekor a legnagyobb dreadnoght-típusú hadihajónak számított. Az üzemanyagraktárainak kapacitását 1000 t szén tárolására méretezték, de teljes terhelésnél akár 2600 t szállítására is alkalmas volt. Ez a mennyiség 4400 tmf-es (8150 km) hatótávolságot tett lehetővé 14 csomós cirkálósebesség mellett. A hat turbógenerátora 1200 kW, 225 voltos áram előállítására volt képes.
Sok német hadihajóhoz hasonlóan a von der Tann is krónikusan szenvedett a kazánjai számára elérhető gyenge minőségű széntől. A Scarborough elleni rajtaütés alkalmával a parancsnoka, Max von Hahn megjegyezte, hogy „a szenünk elégtelensége és égési tulajdonságai sűrű füstöt eredményeznek és ez elárulja a jelenlétünket.” A skagerraki csata során a gyenge minőségű szén miatt a hajó képtelen volt mindegyik kazánjában kellő erősségű tüzet biztosítani 16:00 után. Több német hajó is ugyanezzel a problémával szembesült a csata során, így a csatacirkálók közül a Derfflinger és a Seydlitz is. 1916-tól a szén égését olaj rápermetezésével igyekeztek elősegíteni, ami javított a kazánok teljesítményén.

### Fegyverzet

#### Elsődleges tüzérség

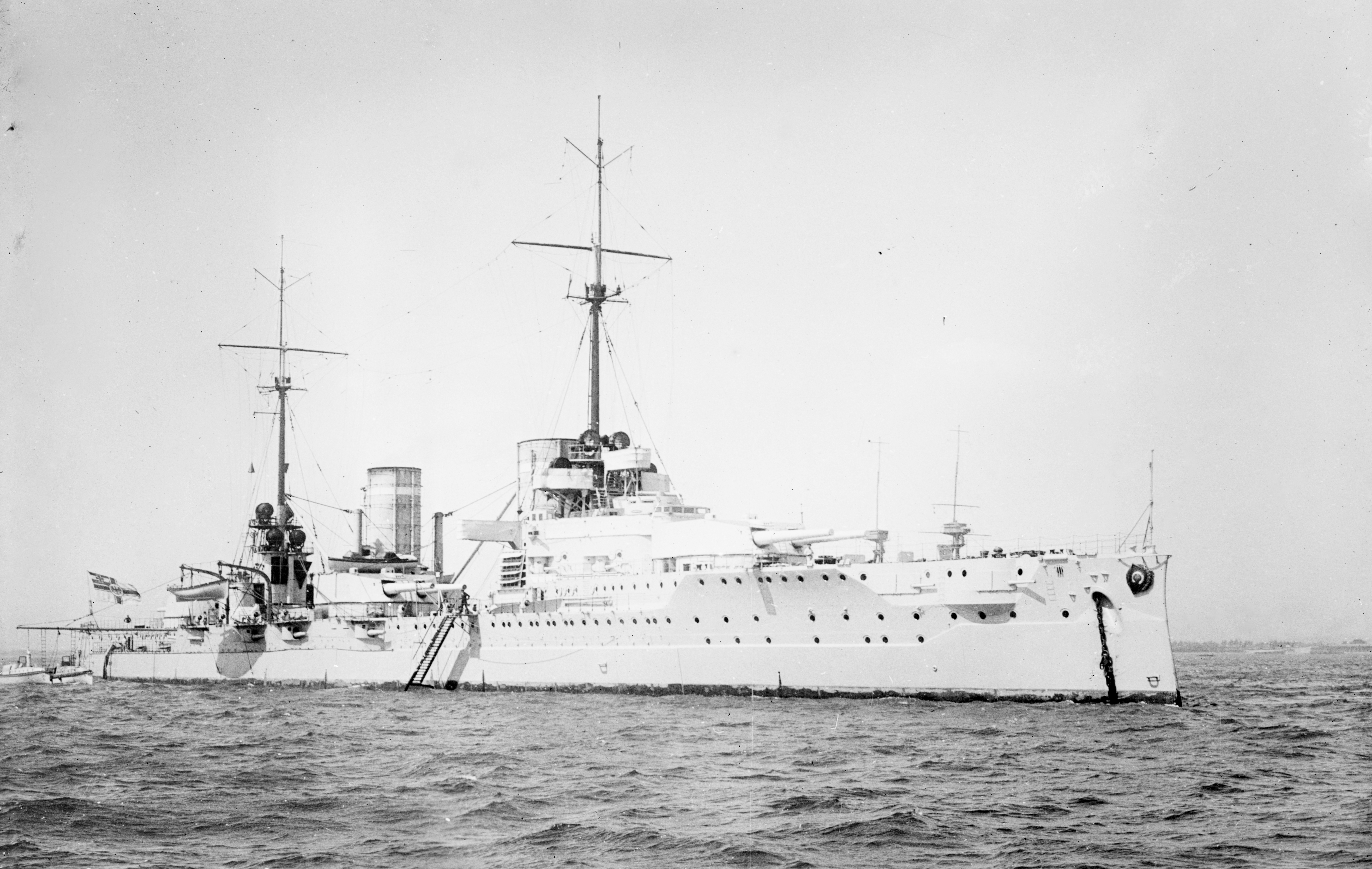
A von der Tann még a háború előtt

A von der Tann fő fegyverzetét nyolc darab 28 cm űrméretű, 45 kaliberhosszúságú gyorstüzelő ágyú (28 cm SK L/45)
képezte, melyeket négy lövegtoronyban kettesével helyeztek el. A tornyok közül egy-egy volt elöl és hátul, egy-egy pedig a hajó két oldalán átlósan elhelyezve. Ez utóbbi „szárnytornyok” miatt a hajó tüzérsége aszimmetrikus elrendezésű volt. Az ágyúkat kettesével Drh.L C/1907 jelzésű forgótalpakra helyezték, melyeket elektromos áram segítségével mozgattak, a lövegek emelkedését ugyanakkor hidraulikus folyadékokkal állították be. Az ágyúkat 20°-os szögig lehetett emelni és ezzel 18 900 m maximális lőtávolságot lehetett elérni. Az 1915-ös módosításnak köszönhetően a lőtávolság 20 400 m-re nőtt. A nehéztüzérség a 302 kg-os páncéltörő gránátokat 875 m/s torkolati sebességgel lőtte ki. A nehézgránátok fő kivetőtölteteit rézből készült hüvelyekben tárolták. A négy lőszerraktárban összesen 660 lövedéket tároltak, mindegyikben 165 darabot. A szárnytornyokat úgy helyezték el, hogy sortűz leadásakor mindkét irányban nagy ívben tudjanak lőni.

#### Másodlagos tüzérség
A brit riválisaival szemben a von der Tann erős másodlagos tüzérséggel is rendelkezett. Ez 10 darab 15 cm űrméretű, 45 kaliberhosszúságú gyorstüzelő ágyúból állt (15 cm SK L/45). Ezeket MPL C/06 jelzésű lövegtalpakon helyezték el a hajó két oldalán lévő kazamatákban és mindegyikhez 150 darab (nagy robbanóerejű és páncéltörő) lövedék tartozott. A 45,30 kg-os lövedékeket 13 500 m távolságig lehetett ellőni, de az 1915-ös módosításokkal ezt a távolságot 16 800 m-re tudták növelni.
A csatacirkáló fegyverzetéhez tartozott még 16 darab 8,8 cm űrméretű, 45 kaliberhosszúságú gyorstüzelő ágyú is, melyek a torpedónaszádok és torpedórombolók elleni védelmet szolgálták. Ezeket MPL C/01-06 típusjelzésű lövegtalpakon helyezték el és összesen 3200 darab lövedékkel rendelkeztek. A 9 kg-os lövedékekből percenként 15 darabot lőhettek maximálisan 10 694 m távolságra, ami kifejezetten nagy távolság volt egy ilyen kis űrméretű ágyútól. 1916 végén, a skagerraki csata során szerzett sérülések kijavítása után az összes 8,8 cm-es ágyút eltávolították és a kazamatanyilásaikat behegesztették, ugyanakkor két légvédelmi célt szolgáló 8,8 cm-es ágyút szereltek fel a hátsó felépítményre.

#### Torpedók
A kor kapitális hadihajóihoz hasonlóan a von der Tannt is felszerelték torpedóvető csövekkel. A négy ilyen szerkezete 45 cm átmérőjű torpedókat volt képes kilőni és egy-egy volt belőle a hajó orrában, tatjában és a két oldalán a vízvonal alatt elhelyezve. A lőszerkészletet 11 torpedó alkotta. Ezek 110 kg-os robbanófejjel rendelkeztek és két különböző sebességi beállítással lehetett őket útnak indítani. A 32 csomós (59 km/h) sebességű beállítással 2 km, a gyorsabb, 36 csomós (67 km/h) beállítás mellett 1,5 km távolság megtételére voltak képesek.

### Páncélzat

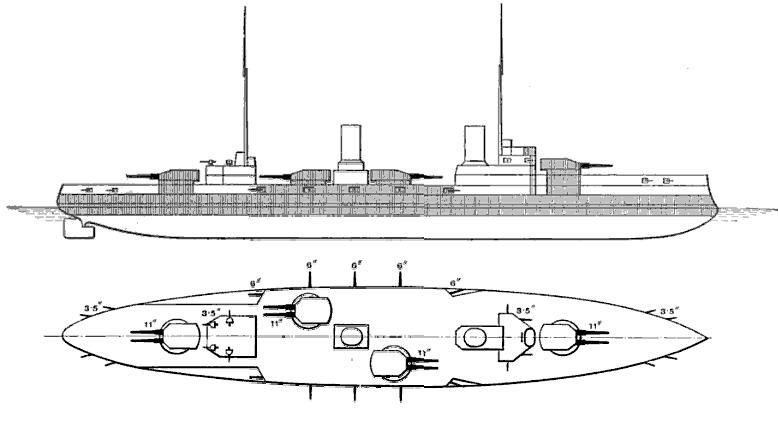
A von der Tann ábrázolása a Brassey's Naval Annual-ban, 1913. A satírozott területek a páncélozott részeket jelölik.

Miután a von der Tann úgy lett megtervezve, hogy a csatasorba besorolva is képes legyen harcolni, a páncélzata jóval erősebb volt a brit csatacirkálókénál. Vízkiszorítása több mint 2000 t-val volt nagyobb, mint az Indefatigable-osztályé, és tömegének 10%-kal nagyobb hányadát tette ki ebből a páncélzat, mint azon csatacirkálók esetében, melyekkel a Skagerraknál találkozott.
A von der Tann páncélzatát Krupp cementált acél alkotta. A fő páncélöv 80 mm-120 mm vastagságú volt elöl, 250 mm-es a citadella mentén, és 100 mm-es hátul. Az elülső parancsnoki torony oldalfalát 250 mm, a hátulsó parancsnoki toronyét 200 mm vastag páncéllemezek alkották. A négy lövegtorony homloklemeze 230 mm, oldalfala 180 mm, teteje 90 mm vastag volt. A fedélzet vízszintes elhelyezésű páncélzata 25 mm-es, a döntött páncéllemezek 50 mm-es vastagságúak voltak. A Blücherhez hasonlóan a torpedóválaszfala 25 mm vastagságú volt, viszont ennek távolságát a külső héjtól 4 méterre növelték és a közbenső teret szén tárolására hasznosították.

## Szolgálata

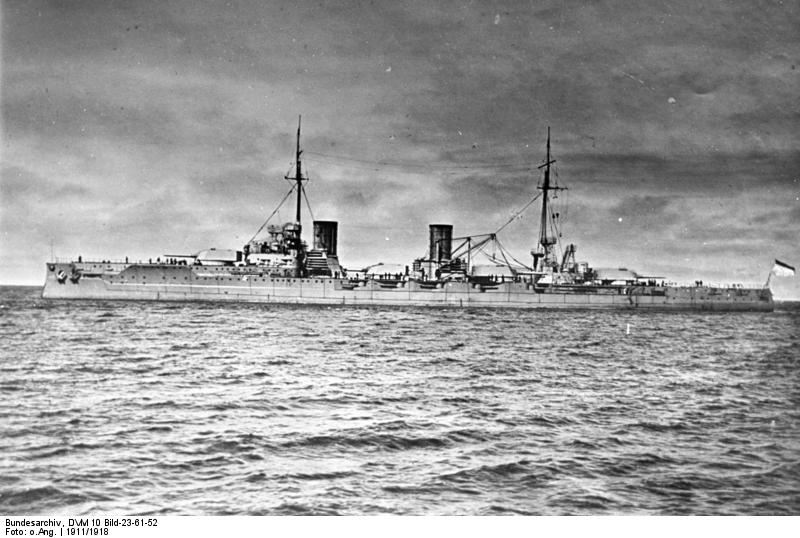
A von der Tann 1911-ben

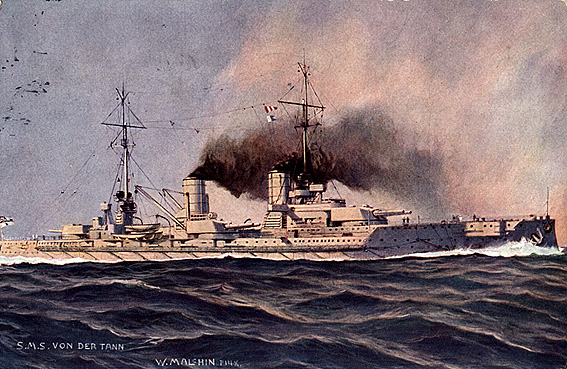
A csatacirkáló egy háború előtti képeslapon

### Békeidőben
1907. szeptember 26-án kapta a Blohm & Voss hajógyár a megrendelést az első olyan nagycirkáló megépítésére, melyet később csatacirkálóként határoznak meg. Ez a vállalat eddig viszonylag kevés hadihajót épített. Az első itt megépített hadihajó a Condor könnyűcirkáló volt és az azt követő 15 évben a Kaiser Karl der Große személyében csak egy csatahajó, két páncélos cirkáló és a Dresdennel egy újabb kőnnyűcirkáló készült el a hamburgi gyárban.
A gerincét 1908. március 21-én fektették le és az elkészült hajótestet épp egy évvel később, 1909. március 20-án bocsátották vízre. A vízrebocsátási ceremónián a keresztelést a névadó unokaöccse, Luitpold von und zu der Tann-Rathsamhausen gyalogsági tábornok végezte. 1910 májusában a Hamburgból a kieli Kaiserliche Werft hajógyárba vitték át, hogy a felszerelését befejezzék. Mivel a Császári Haditengerészet ekkortájt erősen híján volt hajószemélyzeteknek, maguk a hajógyári munkások hajóztak át vele Kielbe. A vadonatúj egységet 1910. szeptember 1-én Robert Mischke sorhajókapitány állította szolgálatba. Legénységét főként a Rheinland csatahajóról helyezték át rá.  A próbajáratain a hatórás teljesítménypróba alatt a végsebessége jelentősen meghaladta az előirányzott 24,8 csomót és elérte a 27 csomót is. A legnagyobb teljesítménnyel 28,124 csomót (52,086 km/h) ért el és ezzel sokáig a világ leggyorsabb kapitális hadihajójának számított.

#### Dél-amerikai útja
A próbák elvégzését követően 1911. február 20-án Dél-Amerikába hajózott. A Kanári-szigetek érintésével részben rossz időjárási körülmények között ért Rio de Janeiróba, ahol 1911. március 14-én az állomáshelyen szolgálatot teljesítő Bremen könnyűcirkálóval találkozott. Rióban március 23-ig tartózkodott, ahol a fedélzetén látogatást tett Hermes Rodrigues da Fonseca marsall, Brazília államelnöke, aki a Császári Haditengerészettel való szorosabb együttműködésben volt érdekelt. A csatacirkáló március 25-27. között Itajahyba hajózott át, ahol a legénységének nagyobb csoportjai felkeresték Blumenaut, a brazíliai német közösség egyik központját.
Innen az argentinai Bahía Blanca felé haladt tovább, ahol március 27. és április 8. között időzött. Visszaútja közben felkereste a brazíliai Bahiát, majd három napi itteni tartózkodás után április 17-én indult útnak Németországba. Wilhelmshavenbe május 6-án érkezett meg. A hazafelé haladva semmilyen műszaki meghibásodása nem volt. Az út fő célja az volt, hogy elősegítsék a fegyvervásárlási szerződések nyélbe ütését felvonultatva azt, amit „széleskörben a leggyorsabb és legtűzerősebb hadihajóként reklámoztak.”

#### AHochseeflotteállományában
Két nappal a visszaérkezése után a von der Tann a Nyílt-tengeri Flotta I. felderítőcsoportjának (Aufklärungsgruppe I) állományába került. Ebben az egységben vonták össze a flotta csatacirkálóit. 1911 júniusában különleges feladatot teljesített, mikor Vlissingenben  fedélzetére vette a trónörökös párt és velük V. György brit uralkodó koronázási ünnepségére hajózott. 1911. június 20. és 29. között Spitheadben részt vett a koronázási ünnepségekhez kapcsolódó nemzetközi flottafelvonuláson.
A küldetésről visszaérkezve szeptember végén a Blüchert váltva az I. felderítőcsoport zászlóshajója lett. 1912 júliusában az új Moltke csatacirkáló vette át tőle ezt a szerepet. E pozícióváltások mellett 1914-ig rendszerű flottaszolgálat következett.

### Első világháború

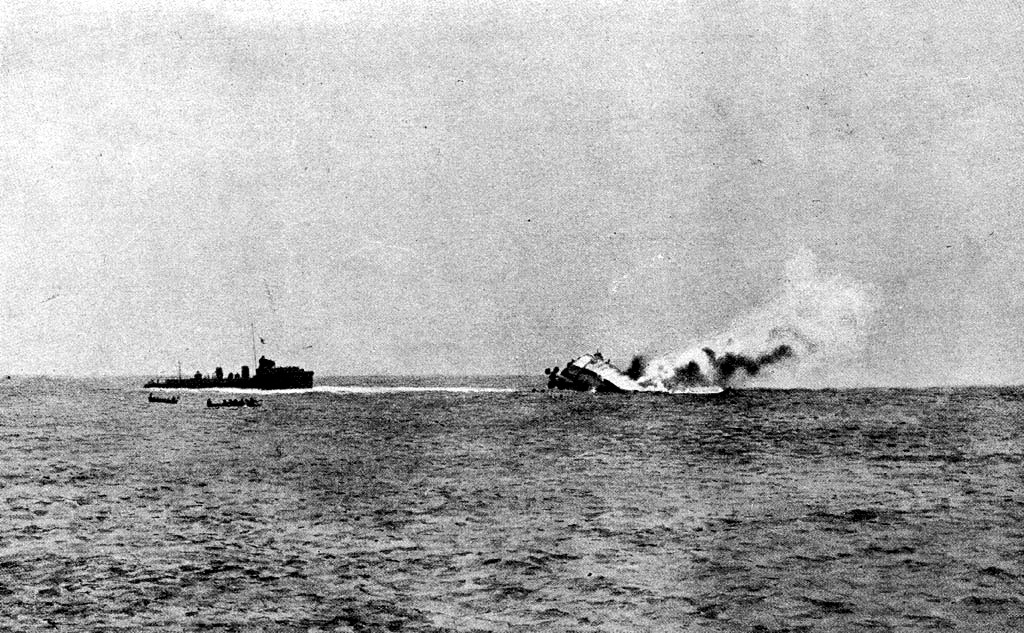
A süllyedő Mainzról a Lurcher brit romboló hajótörötteket menekít ki (Helgolandi csata, 1914. augusztus 28.

#### A helgolandi csata elszalasztása
A világháború kitörésekor a von der Tann Tapken ellentengernagy (Konteradmiral) zászlóshajójaként szolgált, aki a felderítő erők rangidőben harmadik tengernagya volt. A hajó Franz Hipper ellentengernagy parancsnoksága alatt továbbra is a Nyílt-tengeri Flotta I. felderítőcsoportjához volt beosztva. A von der Tann első jelentősebb hadművelete az volt, mikor 1914 augusztusában a helgolandi csata után részt vett a német őrjáratokon rajtaütő brit erők eredménytelen felkutatásában. A csata során a von der Tann a wilhelmshaveni révnél állomásozott és 08:20-kor rendelték el a kazánjai felfűtését, hogy kifuthasson a Helgolandi-öbölben támadás alá vett cirkálók védelmére. Hipper ellentengernagy 08:50-kor kért engedélyt Friedrich von Ingenohl tengernagytól, a Nyílt-tengeri Flotta parancsnokától, hogy a von der Tann és a Moltke a cirkálók megsegítésére elindulhasson.
A von der Tann már 10:15-kor készen állt a kifutásra, egy órával azelőtt, hogy a brit csatacirkálók feltűntek volna a csatatéren, azonban az alacsony vízállás miatt a két német csatacirkáló nem tudott még áthajózni a Jade-öböl sekélyebb torkolatán egészen 14:10-ig. Hipper a könnyűcirkálókat utasította, hogy hátráljanak a két nagy hadihajója felé, míg ő maga a Seydlitz-cel egy órával lemaradva követte őket. 14:25-kor a megmaradt könnyűcirkálók, a Straßburg, a Stettin, a Frauenlob, a Stralsund és az Ariadne egyesült a csatacirkálókkal. A Seydlitz 15:10-kor érkezett be. Az Ariadne a sérülései miatt elsüllyedt. Hipper óvatosan a két hiányzó cirkáló, a Mainz és a Cöln keresésére indult. 16:00-kor a kereséssel felhagyva a német kötelék visszaindult a Jade torkolatához, ahova 20:23-kor érkezett meg.

#### Yarmouthi rajtaütés
Az év későbbi részében a von der Tann jelen volt a yarmouth-i rajtaütésnél november 2-3-án. November 2-án a Seydlitz-cel, a Moltkéval és a Blücherrel valamint négy könnyűcirkálóval (Straßburg, Graudenz, Kolberg és Stralsund) hagyta el a Jade torkolatát az angol partok irányába azzal a szándékkal, hogy aknamezőt telepítenek a brit partmenti hajózási vonalak mentén. 18:00-kor a Nyílt-tengeri Flotta csatahajórajai is kifutottak, hogy biztosítsák a hadműveletet. Hipper erői nagy ívben északra tartottak, hogy elkerüljék Helgoland szigetét a közelében portyázó tengeralattjárók miatt, majd nyugatnak fordulva 18 csomóra fokozták a sebességüket. Másnap reggel nagyjából 06:30-kor Hipper csatacirkálói észlelték a Halcyon aknaszedőt és tüzet nyitottak rá. A lövésekre felfigyelt a közelben tartózkodó Lively romboló. Hipper úgy ítélte meg, hogy az üldözésükkel csak az idejét vesztegetné és a hajóival ismert aknamezőkre tévedne, ezért az egységeit visszarendelte a nyílt vizekre. Ahogy a kötelék kitért, a csatacirkálók több sortüzet leadtak Yarmouth célpontként meghatározott létesítményeire, de csak csekély károkat tudtak okozni. Mire a brit admiralitás felmérhette a helyzetet, a németek már visszaindultak a bázisaikra.

A Nyílttengeri Flotta helyzete 1914. december 16-án reggel Scheer tengernagy ábrázolásában

#### Scarborough-i rajtaütés

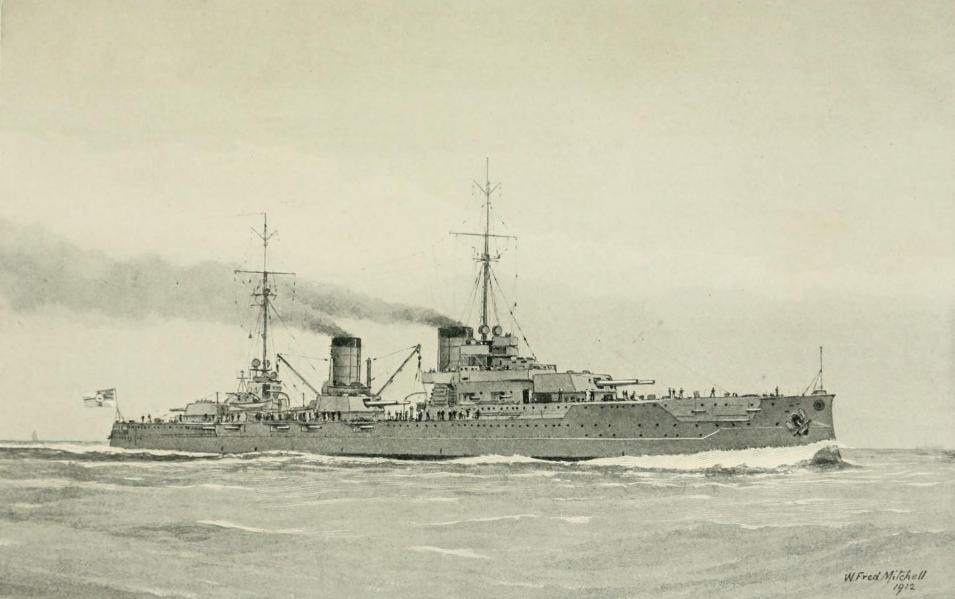
A von der Tann egy illusztráción

A von der Tann részt vett a kelet-angliai partok ellen 1914. december 15-16-án végrehajtott akcióban. A hadművelet célja ezúttal is a brit főerőket tömörítő Grand Fleet egy kisebb kötelékének előcsalogatása és megsemmisítése volt a rajtaütést távolabbról biztosító Nyílt-tengeri Flotta segítségével. A von der Tannon december elején végzett beütemezett karbantartás miatt a hadművelet napokat késett, mivel Ingenohl tengernagy az I. felderítőcsoportot csak teljes létszámával volt hajlandó bevetni. Az I. felderítőcsoport a II. felderítőcsoport négy könnyűcirkálójával (Kolberg, Straßburg, Stralsund, Graudenz) és két rombolóflottillával (torpedónaszád-flottillával) 03:20-kor hagyta el a Jadét. Hipper hajói északnak haladtak, át az aknamezőkön vezető csatornákon a Horns Rev világítótornyáig, ahol nyugatnak vették az irányt. A Nyílt-tengeri Flotta főerői 15-én késő délután indultak el. December 15-én éjszaka e főerők brit rombolókba botlottak. Ingenohl tartva attól a lehetőségtől, hogy éjszakai torpedótámadást intéznek a csatahajói ellen az ellenséges rombolók, visszavonult a főerőkkel.
A felettese e lépéséről nem tudó Hipper csatacirkálói két csoportra váltak szét. A Seydlitz, a Moltke és a Blücher északnak vette az irányt Hartlepool felé, míg a von der Tann és a Derfflinger délnek kanyarodott Scarborough és Whitby felé. A két csatacirkáló mindkét település partvédelmi állomását szétlőtte, Whitby-ben a jelzőállomást is. December 16-án 09:45-re a két csoport ismét egyesült és megkezdték a kelet felé való visszavonulást. Hipper a rajtaütések végrehajtása után a találkozási pont felé vette az irányt abban a hitben, hogy ott fogja találni a Ingenohlt a flottával. Eddigre a David Beatty vezette brit csatacirkálók úgy helyezkedtek, hogy elvágják Hipper visszavonulási útvonalát, míg további brit erők útban voltak a bekerítés teljessé tételéhez. 12:25-kor a II. felderítőcsoport könnyűcirkálói Hippert keresve a brit erők mellett haladtak el. A brit 2. könnyűcirkálóraj (2nd Light Cruiser Squadron) egyik egysége észlelte a Stralsundot és ezt jelezte Beatty-nek, aki 12:30-kor a csatacirkálóival a német hajók felé vette az irányt. A brit tengernagy feltételezte, hogy ezek a német cirkálók Hipper előőrsét képezik, de azok valójában 50 km-rel előttük voltak. A Beatty csatacirkálóinak biztosítását végző 2. könnyűcirkálóraj a német cirkálók üldözésére indult, de a csatacirkálóktól érkező egyik üzenet félreértelmezése miatt visszatértek azok mellé. Ez a kommunikációs zavar lehetővé tette a német könnyűcirkálóknak az elmenekülést és Hipper ebből megtudta a brit erők helyzetét. A német csatacirkálók ennek megfelelően északkeletnek vették az irányt és a briteket elkerülve sikeresen hazatérhettek.
A von der Tannon a doggerbanki csata idején karbantartásokat végeztek, így nem lehetett jelen az összecsapásban. A helyét a felderítőcsoportban a Blücher vette át, mely elsüllyedt az harcban. A hadművelet idejére a von der Tann legénységéből egy különítményt átküldtek a Blücherre, melynek tagjai a hajóval együtt odavesztek. 1915-ben északi- és balti-tengeri hadműveletekben is részt vett. 1915. augusztus 10-én a finn Utö erődített sziget állásait lőtte, melynek során tűzpárbajt vívott az Admiral Makarov orosz páncélos cirkálóval. A von der Tann a Bajan páncélos cirkálóval és öt rombolóval is tűzharcba keveredett, melynek során egy lövedék átütötte az egyik kéményét, de komolyabb károkat és sebesülést nem okozott.
1916. február 3-4-én részt vett a flottának a Möwe segédcirkáló visszaérkezését biztosító kifutásában. A csatacirkáló a március 5-7-én és április 21-22-én valamint a május 5-én végrehajtott előretörésekben is részt vett az Északi-tengeren.

#### Lowestofti rajtaütés
A von der Tann részt vett a Lowestoft és Yarmouth kelet-angliai városok elleni támadásban április 24-25-én. Ez alkalommal Hippert betegsége miatt Friedrich Boedicker ellentengernagy helyettesítette a felderítőcsoport élén. A Derfflinger, a Lützow, a Moltke, a Seydlitz és a von der Tann április 24-én 10:55-kor hagyták el a Jadét és 6 könnyűcirkáló illetve 2 torpedó-flottilla biztosította őket. A Nyílt-tengeri Flotta zöme 13:40-kor hajózott ki, hogy távolról biztosítsák Boedicker hajóit. A brit admiralitást a megfejtett rádióüzenetek alapján előre értesítették a német támadásról és a Grand Fleet 15.50-kor szintén kihajózott.
14:00-ra Boedicker hajóival Norderney elé ért, majd itt északnak kanyarodott, hogy a Terschelling szigeten lévő holland megfigyelőállomások látókörén kívül maradjon. 15:38-kor a Seydlitz aknára futott, amitől egy 15 méteres lyuk keletkezett a hajótesten épp a jobb oldali torpedóvető cső mögött. A résen át 1400 t víz jutott be a hajótestbe. A Seydlitz könnyűcirkálók kíséretében visszafordult és 15 csomós sebességgel hajózott vissza a bázisra. A többi négy csatacirkáló azonnal délnek, Norderney felé kanyarodott, hogy elkerüljék az újabb aknárafutást. 16:00-kor a Seydlitz túl volt a közvetlen veszélyen és megállt, hogy Boedickert a V 28 jelű romboló átszállítsa a Lützow-ra.
Április 25-én 04:50-kor a német csatacirkálók épp megközelítették Lowestoftot, mikor a déli szárnyukat biztosító Rostock és Elbing könnyűcirkálók észlelték a Reginald Tyrwhitt kapitány (commodore) vezette Harwich Force könnyűcirkálóit és rombolóit. Boedicker nem engedte, hogy ezek a brit hajók eltereljék a figyelmét és inkább Lowestoft katonai jelentőséggel bíró objektumait vette tűz alá. A két 15 cm-es ágyúkkal felszerelt partvédelmi üteget elpusztították és további károk érték magát a várost. Hans Zenker sorhajókapitány, a von der Tann parancsnoka később ezt írta a hadművelettel kapcsolatban:
|  | „A vízfelszín feletti köd és az előttünk haladó hajók kéményfüstje megnehezítették számunkra a célpontok azonosítását ahogy közeledtünk Lowestofthoz. De miután [északnak] fordultunk, az Empire Hotel megfelelő támpontnak bizonyult a hatékony bombázás kivitelezéséhez. 05:11-kor tüzet nyitottunk a nagy és közepes kaliberű ágyúkkal a kikötői létesítményekre és hidakra. Néhány „rövid” után a célzás jó volt. A hátsó hajóhídról egy a városban keletkezett tüzet és egy másik előnyös helyzetű megfigyelőpontról a kikötő bejáratánál egy nagy robbanást jelentettek.” |
|  | |

05:20-kor a németek északnak, Yarmouth felé vették az irányt és 05:42-re értek ide. A látási körülmények itt olyannyira kedvezőtlenek voltak, hogy a német hajók mindegyike egy sortüzet adott le, leszámítva a Derfflingert, amelyik 14 lövést adott le a nehéztüzérségével. A német hajók ezután visszafordultak délnek és 05:47-kor második alkalommal is összefutottak a Harwich Force-szal, mely eddigre már harcba bocsátkozott a kísérő hat könnyűcirkálóval. Boedicker csatacirkálói 12 000 m távolságból tüzet nyitottak. Tyrwhitt azonnal déli irányba kezdett el menekülni, de a Conquest könnyűcirkáló előbb még súlyos sérüléseket szenvedett. A brit tengeralattjárókról és torpedótámadásokról érkező jelentések hatására Boedicker felhagyott az üldözéssel és a Nyílt-tengeri Flotta zöme felé vette az irányt keletnek. Scheer tengernagyot eddigre már értesítették a Grand Fleet Scapa Flow-ból való kifutásáról, ezért visszaindult Németországba.

#### Skagerraki csata

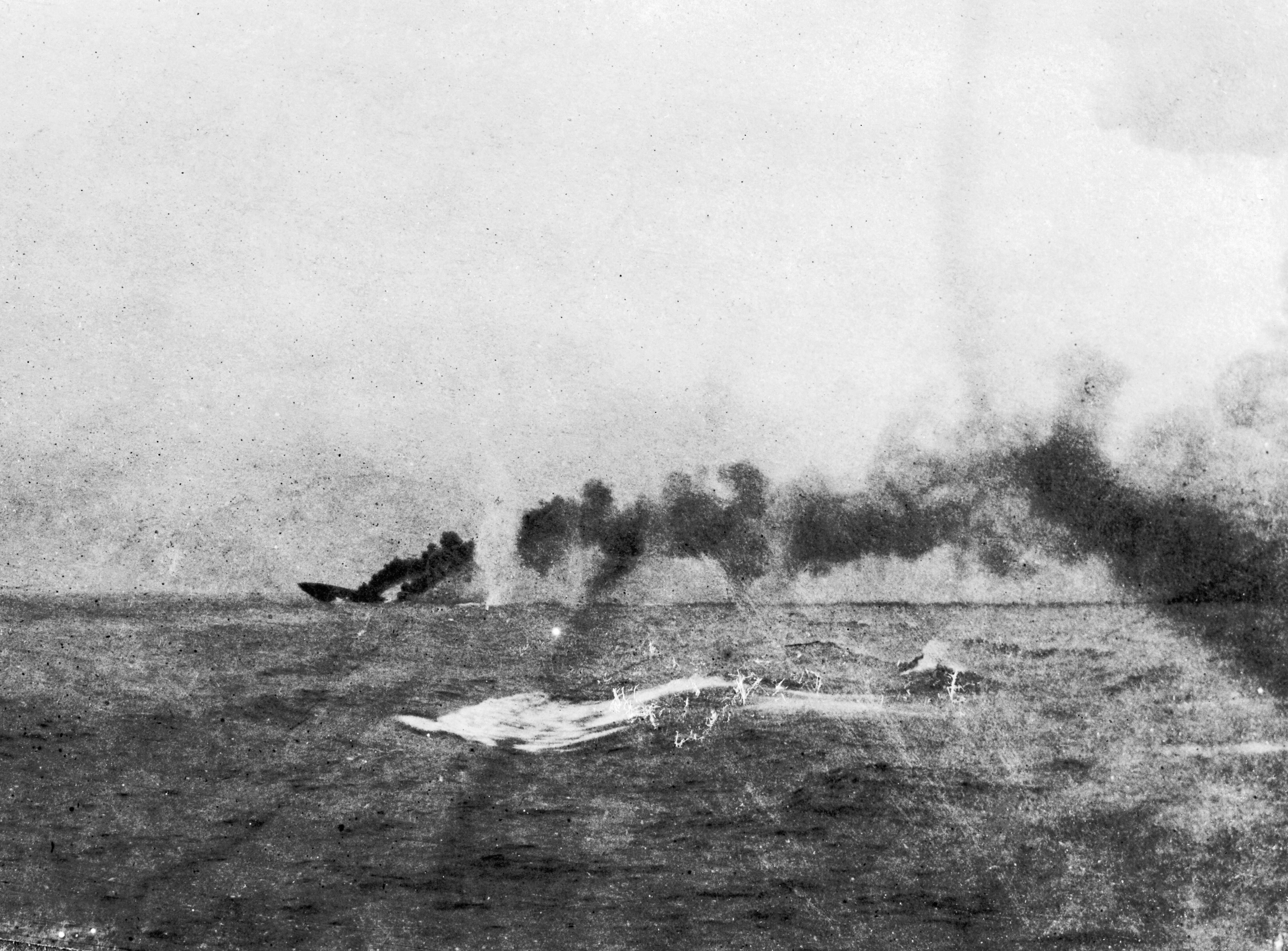
Az Indefatigable oldalra dőlve süllyed, miután a von der Tann találata következtében felrobbant

A von der Tann részt vett a skagerraki csatában Hipper I. felderítőcsoportjának kötelékében és a csatasorának végén haladt. Május  31-én röviddel 16:00 előtt (KEI) Hipper egysége összetalálkozott Beatty csatacirkálóival és csatahajóival. A csatacirkálók harcában először a németek nyitottak tüzet nagyjából 14 000 m távolságból. A von der Tann 16:49-kor adta le az első lövését a brit csatacirkálók közül leghátul haladó Indefatigable-re. Tizennégy perc elteltével a von der Tann öt találatot jegyzett ellenfelén, amit mindössze 52 nehézgránát kilövésével ért el. Az egyik találat következtében az Indefatigable felrobbant és elsüllyedt. A közvetlenül az  Indefatigable előtt haladó New Zealand csatacirkálón szolgáló egyik megfigyelő beszámolója szerint „az Indefatigable két találatot kapott, melyek becsapódáskor felrobbantak és közülük az egyik az elülső lövegtornyát érte. 30 másodperc elteltével a hajó felrobbant. A nagy lángnyelveket sűrű füst követte, ami eltakarta a szem elől.”
Az újabb archeológiai vizsgálatok arra az eredményre jutottak, hogy a brit csatacirkáló már a párharc első perceiben kettészakadt és az elülső részben csak később következett be a leírt második robbanás. A fedélzetén tartózkodó 1019 emberből később csak három embert sikerült élve kimenteniük német rombolóknak.
Az Indefatigable pusztulását követően Beatty a csatacirkálóival kitért a harcból, míg a felzárkózó 5. csatahajóraj (5th Battle Squadron) négy csatahajója 17 000 m távolságból tüzet nyitott a németekre. A Hipper rajának két hátul haladóegysége, a von der Tann és a Moltke az élen haladó brit csatahajók, a Barham, a Valiant és a Malaya tüze alá került. A német csatacirkálók cikk-cakkban kezdtek haladni, hogy elkerüljék a britek lövedékeit. 17:09-kor, hat perccel azután, hogy az Indefatigable elsüllyedt, a von der Tannt eltalálta a Barham egyik 38 cm-es nehézgránátja, mely a vízvonal alatt több páncéllemez érintkezési pontjánál becsapódva kimozdította a helyéről a páncélöv egy darabját és emiatt 600 t víz került a hajótestbe. A találat okozta károk átmeneti zavart keltettek a kormányműben, ami a cikk-cakkban való haladásával párosulva a csatasorból balra való kitérését eredményezte. A német hivatalos történetírás itt megjegyezte, hogy „a kormánymű  teljes meghibásodása jelentette legnagyobb szerencsétlenség lett elkerülve, máskülönben a von der Tann hasonlóan lett volna kiszolgáltatva a közeledő csatahajóknak, mint a Blücher a doggerbanki csatában.”

A csata nappali részének szakaszai

17:20-kor a Tiger csatacirkáló egyik 34,3 cm-es lövedéke találta el az elülső, „A” jelű lövegtornyának barbettáját. A torony belső oldalából a páncéllemez egy darbja levált és a lövegtornyot mozgató szerkezetnek csapódva megakasztotta a tornyot 120°-os állásnál. Ez a sérülés az „A” jelű tornyot az összecsapás végéig használhatatlanná tette. 17:23-kor a Tigertől újabb találatot kapott, mely a „C” jelű torony mellett becsapódva 6 emberrel végzett. A lövedék átütötte a fedélzetet és a keletkező törmelék gátolta a lövegtorony forgathatóságát illetve megrongálta a jobb oldali kormánylapát gépházát. A „C” jelű torony a mozgását korlátozó romok eltávolítása után ismét bevethető lett. A lövegtorony alatt tárolt gyakorlatozásokhoz használt céltárgyak lángra kaptak és ennek füstje elhomályosította a hajót az ellenség számára. A torpedóvédő hálók egyes részei leváltak a helyükről és a hajó maga után vontatta ezeket, de még azelőtt levágták őket, hogy a hajócsavarokra tekeredhettek volna. Az Indefatigable pusztulását követően a von der Tannt tűz alá vevő New Zealand szem elől veszítette és ezért a Moltkéra helyezte át a tüzét.  17:18-kor a von der Tann és a Barham közti távolság 16 000 méterre csökkent és ekkor ezt a brit csatahajót kezdte el lőni. Röviddel ezután, 17:23-kor észleltek egy rajta elért találatot. A Barhamot valóban eltalálta az egyik 28 cm-es lövedéke az övpáncélján a vízvonal mentén, de károkat nem okozott. Mindössze 24 lövedék kilövése után kénytelen volt azonban áthelyezni a tüzét a korábbi célpontjára, a New Zealandra, mivel az elülső és hátulsó lövegtornyai használhatatlanok voltak és a középen elhelyezett tornyai nem tudtak a Barham irányába célozni.
18:15-kor az utolsó még működő lövegtornya is elakadt és ezzel a von der Tann egy időre a teljes fő fegyverzetét nélkülözni kényszerült a harcban. Ennek ellenére a csatasorban maradt, hogy továbbra is lekösse britek tüzérségének egy részét. Mivel nehéztüzérség híján nem kellett huzamosabb ideig irányt tartania a célzáshoz, olyannyira kiszámíthatatlan manőverezésbe kezdett, hogy a britek nem tudtak elérni rajta újabb találatot. 18:53-ra a sebessége 26 csomóról (48 km/h) 23 csomóra (43 km/h) esett vissza. A meghibásodott „D” lövegtornyot másfél óra elteltével sikerült megjavítani és harckész állapotba hozni. A negyedik és egyben utolsó nehézgránát-találatot 20:19-kor szenvedte el, mikor a Revenge egyik 38 cm-es lövedéke eltalálta a parancsnoki tornyát. A repeszdarabok végeztek a harmadik tüzértiszttel, mindkét távmérőkezelővel, de az összes többi itt tartózkodót is megsebesítették. A lövedék darabjai és más egyéb törmelék a szellőztető nyiláson át a kondenzátorba hullott és ez kioltott minden világítást a hajón. Tizenegy perccel később, 20:30-kor a „B” jelű lövegtorony harcra kész állapotba került és 21:00-kor a „C” torony is, bár a mindkét torony újabb mechanikai nehézségek miatt ismét meghibásodott a későbbiek folyamán.

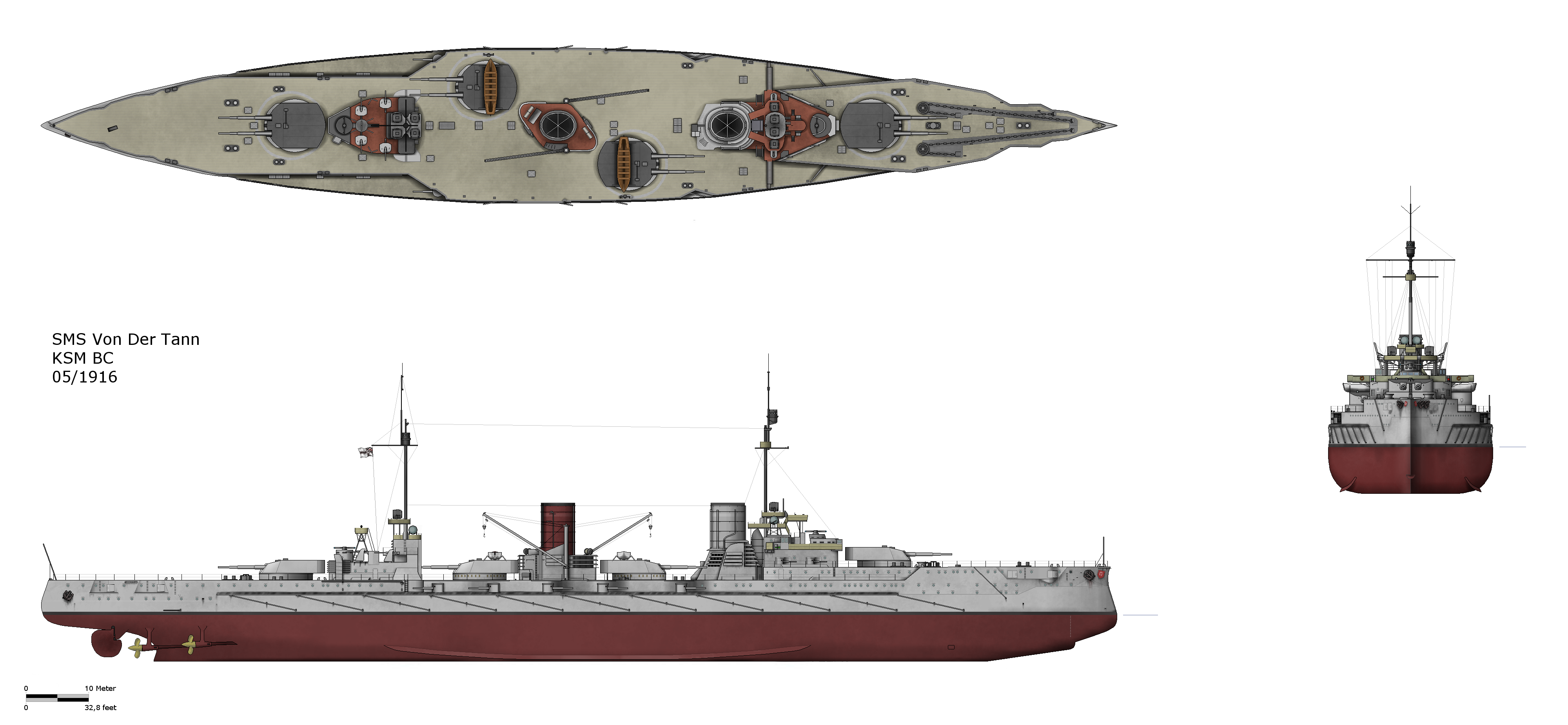
A von der Tann megjelenése a skagerraki csata idején

Nagyjából 22:15-kor már a Moltkéról Hipper a csatacirkálóknak a sebesség 20 csomóra való fokozását és a német csatasor végére való betagozódást adta parancsba. Azonban a Derfflinger a harcban szerzett sérülései, a von der Tann pedig a kazánjai szennyezettsége miatt nem tudott 18 csomónál gyorsabban haladni. E két hajó a II. csatahajóraj (Geschwader II) mögé sorolt be és később, 00:05-kor csatlakoztak hozzájuk a Schlesien és Schleswig-Holstein pre-dreadnought csatahajók. 03:37-kor a Moresby romboló kilőtt egy torpedót a német csatasor végére és ez a von der Tann orra előtt haladt el nem sokkal, éles jobbra való kitérő manőverre késztetve a csatacirkálót.
Az összecsapás vége felé, 03:55-kor Hipper jelentést tett Scheernek, melyben tájékoztatta a hajóit ért súlyos károkról. Eddigre a Derfflinger és a von der Tann is már csak két-két harckész nehézlöveggel rendelkezett, a Moltke hajótestébe 1000 t víz tört be és a Seydlitz is súlyosan megsérült. Hipper jelentésének megállapítása szerint: „Az I. felderítőcsoport emiatt már komolyabb összecsapásban értéktelenné vált és következésképpen a főparancsnok a kikötőbe való visszatérésre utasította, míg ő maga úgy döntött, hogy a Horns Revnél várja ki a további fejleményeket a csatahajóflottával.”
A csata során a von der Tann hét találatot kapott. Kettőt a Tigertől, egyet a Barhamtól és négyet a Revenge-től. Két lövegtornyát lőtték ki, míg a másik két torony mechanikai problémákkal küzdött. A tüzérsége olyan gyorsan tüzelt, hogy a közepén lévő tornyok több ágyúja is túlmelegedett és beragadt hátrasikláskor, harckésszé pedig nem lehetett tenni őket ismét. A von der Tann emiatt 11 óra hosszat nehéztüzérség nélkül volt a csatában, habár három lövegtornyát sikerült helyreállítani még a csata vége előtt. A „D” tornyot csak az elhajlott fémlemezek oxiacetilénes fáklyákkal való szétvágása után lehetett használhatóvá tenni, ami után az ágyúkat csak kézi erővel lehetett mozgatni. Embervesztesége 11 halott és 35 sebesült volt. A csata során 170 darab 28 cm-es és 98 darab 15 cm-es lövedéket lőtt el.

#### Későbbi alkalmazása
A skagerraki csat után június 2-től július 29-ig javították a sérüléseit. A flotta kötelékébe való visszatérése után több eredménytelen északi-tengeri bevetésen részt vett. A csata utáni első bevetésen, az 1916. augusztus 19-ei előretörés alkalmával a csatacirkálók közül csak a von der Tann és a Moltke vettek részt, mivel a többi még mindig javítás alatt állt. Ezért három gyorsabb csatahajót – a Markgrafot, a Großer Kurfürstöt és a Bayernt – helyeztek át ideiglenesen az I. felderítőcsoporthoz a hadművelet idejére. Az alakulat azt a feladatot kapta, hogy lövesse Sunderland tengerparti város létesítményeit és ezzel hasonlóan a korábbi hadműveletekhez előcsalogassák, majd megsemmisítsék Beatty csatacirkálóit. Scheer tengernagy a Nyílt-tengeri Flotta 15 csatahajójával állt erre készenlétben távolabb helyezkedve. A britek azonban tudomást szereztek a német tervekről és a Grand Fleet is kihajózott a bázisairól. Erről 14:35-kor értesítették Scheert és mivel nem akart a két brit kötelék (a Grand Fleet és a Harwich Force) harapófogójába kerülni és tartott az esetleges éjszakai torpedótámadásoktól, visszafordult Németország felé.
További előretörések következtek szeptember 25-26-án, október 18-19-én és október 23-24-én illetve a következő évben március 23-24-én, azonban egyik alkalommal sem találkoztak egymással az ellenséges erők. A von der Tann Ludwig von Reuter ellentengernagy zászlóshajójaként szolgált a norvég partok irányába végrehajtott 1918. április 23-25-ei előretörés során és a július 8-9-ei során is.

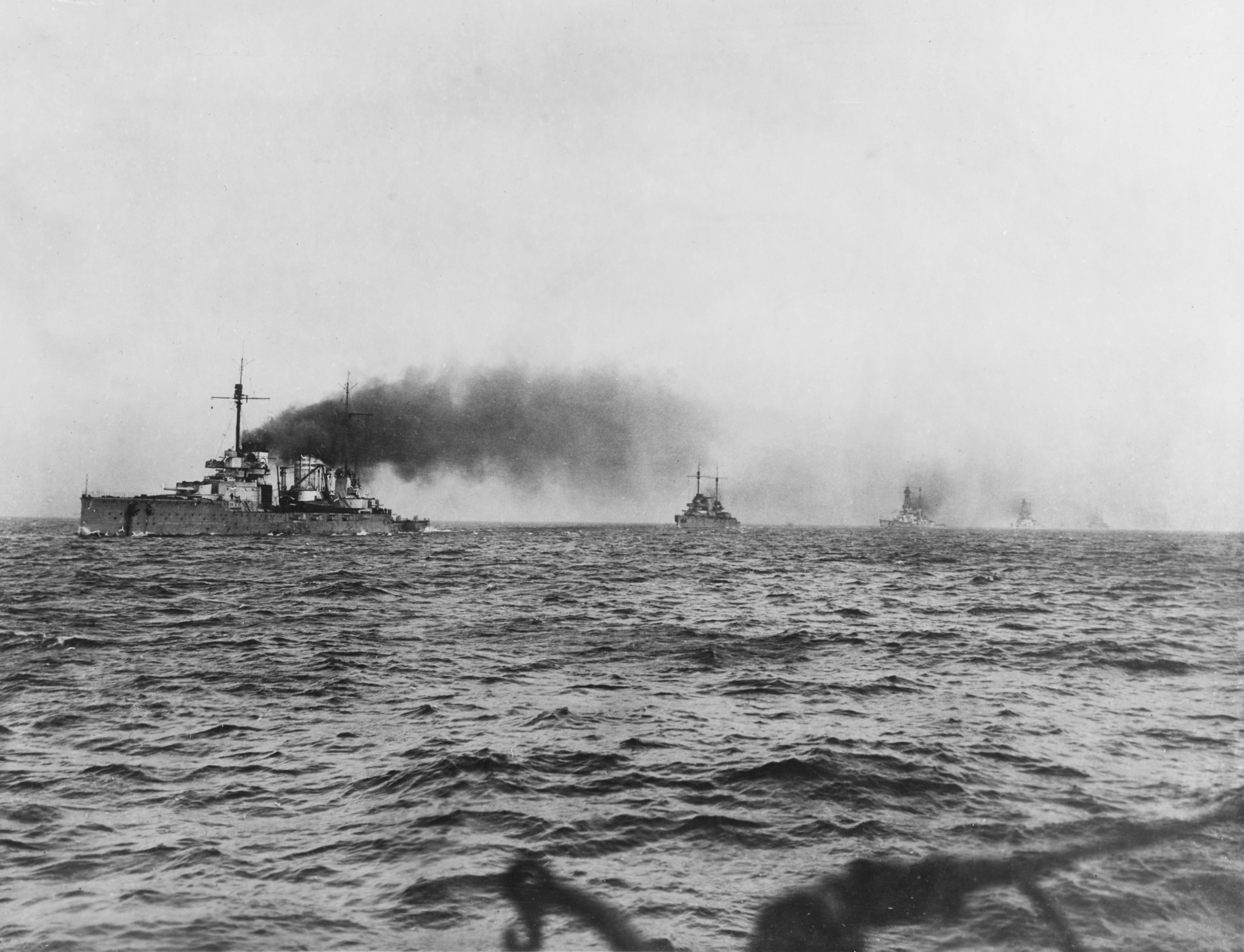
A német csatacirkálók útban az internáláshoz – a von der Tann a sorban az ötödik a Seydlitz, a Moltke, a Hindenburg és a Derfflinger mögött haladva

A von der Tann részt kellett volna vegyen egy utolsó flotta szintű hadműveletben a háború végén, 1918 októberében, pár nappal a fegyverszünet érvénybe lépése előtt. A Nyílt-tengeri Flottának a Wilhelmshavenben lévő bázisáról kellett volna kihajóznia, hogy csatára bírja a Grand Fleetet. Scheer vezértengernagy (Großadmiral) célja az volt, hogy minél nagyobb veszteségeket okozzon a briteknek annak érdekében, hogy ezzel javítsa Németország pozícióját a tárgyalóasztalnál. Azonban sok háborútól megfáradt tengerész úgy vélte, hogy a hadművelet csak hátráltatná a békefolyamatot és meghosszabbítaná a háborút. Miközben a flotta erőit összevonták Wilhelmshavenben, a tengerészek tömegével kezdtek el dezertálni. Amint a von der Tann és a Derfflinger áthaladt a Wilhelmshaven belső kikötőjét a révvel összekötő zsilipeken, mintegy 300 ember hagyta el a fedélzetet és tűnt el a parton. 1918. október 29-én parancs érkezett a másnapi kihajózásra. Az éjjel folyamán elsőként a Thüringen csatahajó tengerészei, majd számos más csatahajó legénysége lázadásba kezdett. A nyugtalanság végül arra kényszerítette Hippert és Scheert, hogy eltekintsenek a terv végrehajtásától. Vilmos császár értesülve a kialakult helyzetről így szólt: „Nincs többé flottám.”

#### Önelsüllyesztése Scapa Flow-ban

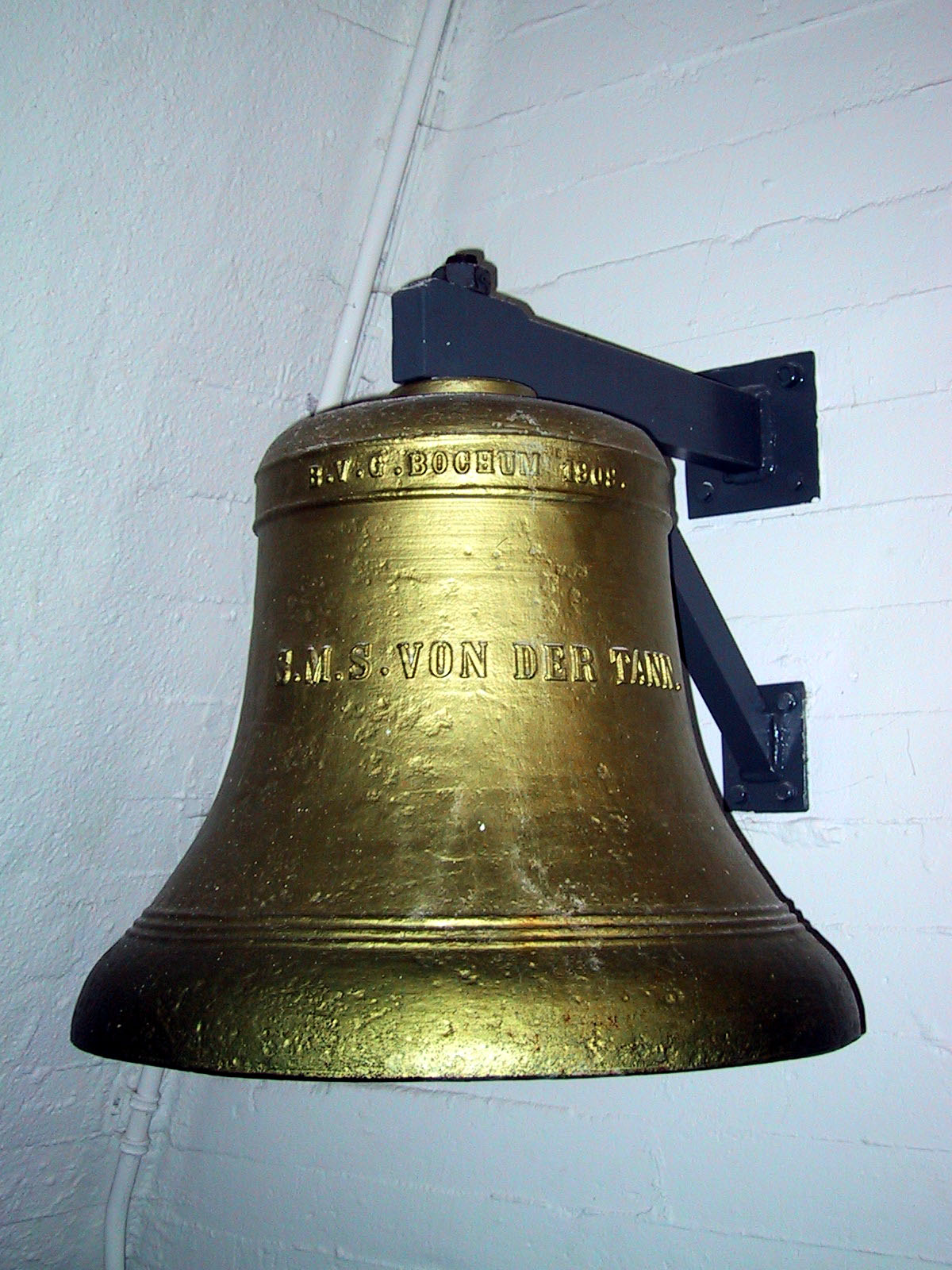
A laboe-i emlékműben kiállított harangja

A fegyverszüneti megállapodás értelmében a Hochseeflotte hajóinak nagy részét idegen kikötőhelyen kellett internálni. Az internálandó hajók parancsnoka Ludwig von Reuter ellentengernagy volt. A flotta indulása előtt Adolf von Trotha tengernagy meghagyta Reuternek, hogy semmiképp nem engedheti meg, hogy a britek rátegyék a kezüket. Az Északi-tenger közepén az antant 370 hadihajója fogta közre az internálásra érkező német különítmény több mint 70 hajóját és így kísérték őket a brit partokhoz. A hajók legénységét erősen lecsökkentették, a nagy hajók esetében kb. 200 főre. A von der Tann parancsnoka az internálás ideje alatt Wollante sorhajóhadnagy volt. Scapa Flow-ban alakult egy katonatanács a fedélzetén, mely teljes és diktatórikus ellenőrzése alatt tartotta.
A flottakülönítmény a béketárgyalások ideje alatt lényegében fogságban volt. A külvilágtól csaknem teljesen elzárt Reuter tengernagy a hozzá megkésve eljutott kevés információból úgy ítélte meg, hogy Németország el fogja utasítani a számára felkínált békét és ezért a harcok újra kiújulhatnak. Így reálisnak látta azt a lehetőséget, hogy az elfogadás határidejeként meghatározott napon, 1919. június 21-én a britek megpróbálhatják hatalmukba keríteni a hajókat. (Arról nem volt tudomása, hogy a határidőt közben kitolták 23-ra.) Reuter június 21-én 11:20-kor kiadta a parancsot a hajók elsüllyesztésére abból a megfontolásból, hogy azokat az antant ne használhassa fel a Németország elleni háborúban. Aznap reggel a brit flotta gyakorlatozás céljából épp elhagyta Scapa Flow-t, ami megkönnyítette a végrehajtást. A von der Tann 2 óra és 15 perc alatt süllyedt el.
A kiemelésére Ernest Cox hajómentő vállalata szerződött le. A kiemelésének előkészületi munkálatai során három munkás kis híján életét veszítette, mikor az oxiacetilénes lángvágójuk nagy robbanást okozott. A robbanás lyukakat ütött a még víz alatt lévő hajótestbe és víz került abba a részlegébe, melyet sűrített levegővel töltöttek fel. Mire kiszabadították őket, a részleg már csaknem teljesen megtelt vízzel és az már a nyakukig ért. Mindezek ellenére 1930. december 7-én a hajót sikeresen kiemelték a vízből,  és Rosythban az Alloa Shipbreaking Company 1931 és 1934 között lebontotta.
A von der Tannon korábban szolgálatot teljesítő tengerészek 1934-ban találkozót szerveztek megemlékezve egykori hajójukról.

## A hajó parancsnokai
| 1910. szeptember 1. – 1912. szeptember 21. | Robert Mischke sorhajókapitány         |
| 1912. szeptember 21. – 1916. február 5.    | Max Hahn sorhajókapitány               |
| 1916. február 5. – 1917. április 27.       | Hans Zenker sorhajókapitány            |
| 1917. április 27. – 1918. július 13.       | Konrad Mommsen sorhajókapitány         |
| 1918. július 13. – 1918. december 15.      | Carl Feldmann sorhajókapitány          |
| 1918. december 15. – 1919. június 21.      | Karl-Friedrich Wollanke sorhajóhadnagy |

## Összehasonlító táblázat
Az alábbi táblázat a von der Tann fő riválisainak, az előtte elkészült Invincible-osztály névadójának – melyre a Blücher után már jobban sikerült válaszként megépítették – illetve az utána építeni kezdett Indefatigable-osztály vele a skagerraki csata során összecsapó névadójának fő paramétereit állítja egymás mellé. Az ugyanehhez az osztályhoz tartozó New Zealand-del is tűzpárbajt vívott a csata során.
Az adatokból kiolvasható, hogy bár mindkét brit csatacirkáló valamivel hosszabb volt a németnél, utóbbi 2,2–2,7 méterrel volt szélesebb azoknál. Ez egyfelől stabilabb alapot biztosított a tüzérség számára, hozzájárulva a pontosabb célzáshoz, másfelől kiterjedtebb víz alatti védelem kialakítását tette lehetővé.
A hajók mindegyike nyolc nehézlöveggel rendelkezett és a négy lövegtornyuk elhelyezése is hasonló volt. Bár a von der Tann lövegei egy hüvelykkel kisebb űrméretűek voltak és ezáltal a sortűzének tömege is kisebb volt a britekénél, azonban a jelentősen nagyobb tűzgyorsaság révén valójában nagyobb tűzerőt jelentett, a nagyobb torkolati sebesség pedig jobb páncélátütő képességgel járt. Ezeken túl a kifinomultabb távmérők, pontosabb ágyúk, megbízhatóbb lövedékek és képzettebb legénység révén a von der Tann jóval nagyobb harcértékkel bírt brit riválisainál, amit az Indefatigable mindössze negyed órai párharc utáni elsüllyesztése kiválóan demonstrált.

## Fordítás
- Ez a szócikk részben vagy egészben  a   SMS Von der Tann című angol Wikipédia-szócikk ezen változatának fordításán alapul.  Az eredeti cikk szerkesztőit annak laptörténete sorolja fel. Ez a jelzés csupán a megfogalmazás eredetét és a szerzői jogokat jelzi, nem szolgál a cikkben szereplő információk forrásmegjelöléseként.
- Ez a szócikk részben vagy egészben  a   SMS Von der Tann című német Wikipédia-szócikk ezen változatának fordításán alapul.  Az eredeti cikk szerkesztőit annak laptörténete sorolja fel. Ez a jelzés csupán a megfogalmazás eredetét és a szerzői jogokat jelzi, nem szolgál a cikkben szereplő információk forrásmegjelöléseként.

## További olvasmányok
- Breyer, Siegfried. Die Kaiserliche Marine und ihre Großen Kreuzer (german nyelven). Wölfersheim: Podzun-Pallas Verlag (1997). ISBN 3-7909-0603-4